# Доня-Барица
Доня-Барица (серб. Доња Барица / Donja Barica) — село в общине Брод Республики Сербской Боснии и Герцеговины. Население составляет 110 человек по переписи 2013 года.